# Grenze zwischen der Slowakei und Ungarn

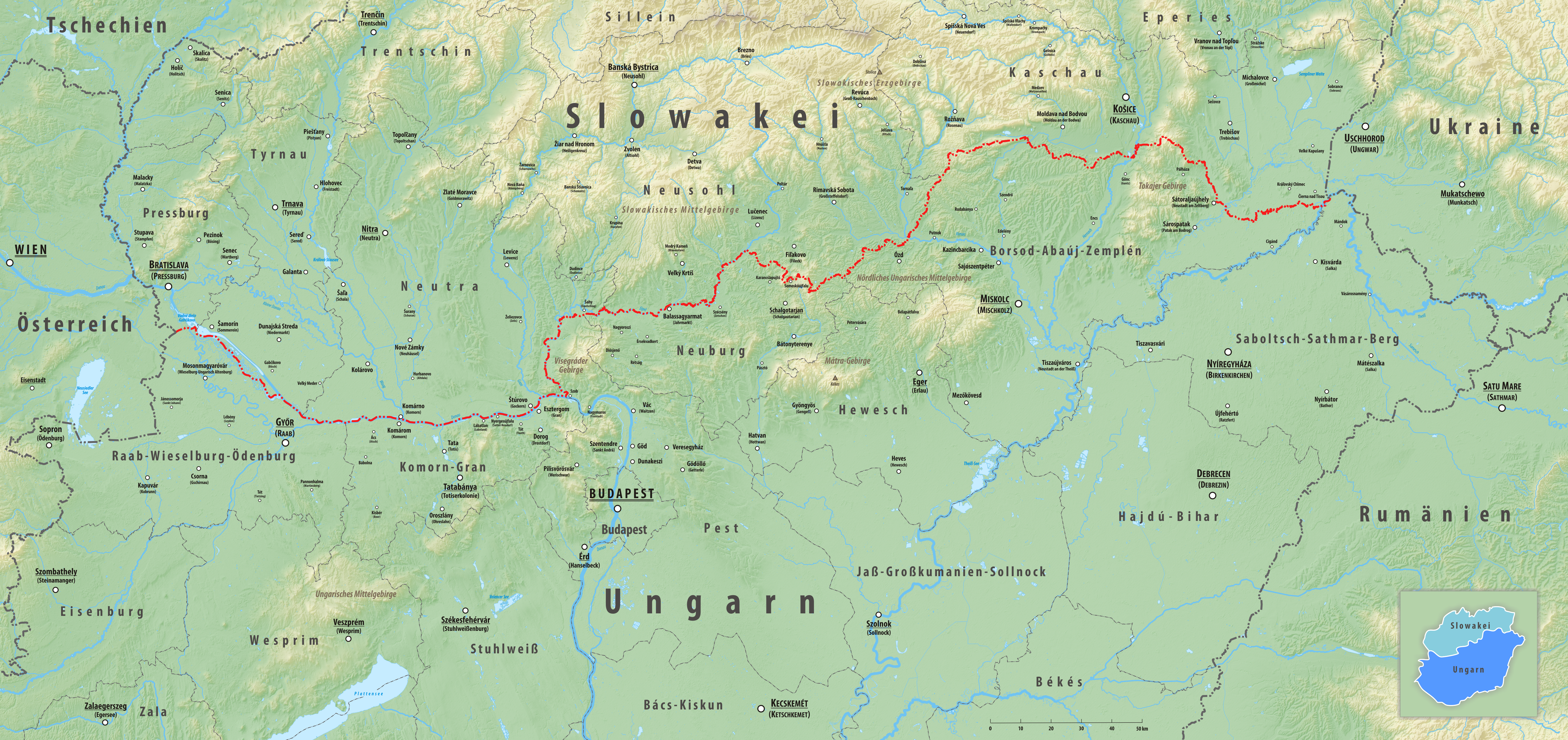
Grenzverlauf Slowakei-Ungarn

Die Grenze zwischen der Slowakei und Ungarn ist die 654,8 km lange Staatsgrenze zwischen der Slowakei im Norden und Ungarn im Süden. Ein wenig mehr als eine Hälfte davon (338,9 km) entfällt auf Flussgrenzen. Bei beiden Anrainerstaaten handelt es sich um die längste Grenze mit einem Nachbarstaat. 

## Verlauf
Sie verläuft generell in West-Ost-Richtung und beginnt am Dreiländereck Österreich-Slowakei-Ungarn bei Deutsch Jahrndorf / Čunovo / Rajka südlich von Bratislava und erreicht nach wenigen Kilometer die Donau. Der Strom bildet dann bis zur Mündung des Ipeľ / Ipoly bei Chľaba / Szob vor dem Donauknie die Grenze, zuerst am Altarm südlich des Kanals des Wasserkraftwerks Gabčíkovo und von Sap weiter am Hauptstrom. Danach folgt sie dem Unter- und Mittellauf des Ipeľ / Ipoly bis kurz vor Lučenec, bis auf eine etwa 30 km lange Strecke bei Šahy, wo die Grenze südlich des Flusses verläuft. Weiter verläuft sie über Bergrücken zwischen dem Bergland Cerová vrchovina in der Slowakei und dem Cserhát in Ungarn, dann ungefähr ab dem Tal der Slaná / Sajó durch die Karstlandschaft zwischen dem Slowakischen Karst und dem Aggteleker Karst. Ab dem Fluss Bodva bis zur kurzen Flussgrenze am Hornád / Hernád bei Trstené pri Hornáde / Abaújvár verläuft die Grenze in einer hügellandartigen Landschaft, danach bildet sie eine Trennlinie zwischen den Slanské vrchy und dem Tokajer Gebirge. Die letzte Teilstrecke verläuft quer durch einen Ausläufer der Großen Ungarischen Tiefebene und endet am Dreiländereck Slowakei-Ukraine-Ungarn bei Čierna nad Tisou / Tschop / Záhony in der Mitte der Theiß.
Der höchste Punkt der Grenze liegt am Berg Veľký Milič (slowakisch) / Nagy-Milic (895 m) zwischen Slanská Huta und Füzér, der niedrigste Punkt am Fluss Bodrog (94 m) zwischen Klin nad Bodrogom und Felsőberecki.
Die angrenzenden Verwaltungseinheiten sind (von West nach Ost) Bratislavský kraj, Trnavský kraj, Nitriansky kraj, Banskobystrický kraj und Košický kraj in der Slowakei und die Komitate Győr-Moson-Sopron, Komárom-Esztergom, Pest, Nógrád, Borsod-Abaúj-Zemplén und Szabolcs-Szatmár-Bereg in Ungarn.

## Geschichte
Die heutige Grenze entstand fast vollständig in heutiger Form 1920 nach dem Inkrafttreten des Vertrags von Trianon, der die damalige tschechoslowakisch-ungarische Grenze festgelegt hatte. 1924 gab es eine Grenzkorrektur, als die Orte Somoskő und Somoskőújfalu von der Tschechoslowakei an Ungarn abgetreten wurden.
Durch die neu gezogene Grenze entstanden drei geteilte Orte, in allen Fällen durch eine Flussgrenze:
- Komárno am slowakischen Ufer der Donau und Komárom auf ungarischer Seite
- Slovenské Ďarmoty am slowakischen Ufer des Ipeľ / Ipoly und Balassagyarmat auf ungarischer Seite
- Slovenské Nové Mesto am slowakischen Ufer der Roňava / Ronyva und Sátoraljaújhely auf ungarischer Seite

Als Folge des Ersten Wiener Schiedsspruchs 1938 sowie des Slowakisch-Ungarischen Kriegs 1939 wurde die Grenze zu Gunsten Ungarns revidiert, 1945 aber rückgängig gemacht. Nach der Pariser Friedenskonferenz 1946 wurden am 15. Oktober 1947 als Teil des Bratislavaer Brückenkopfs drei Gemeinden (Jarovce, Rusovce und Čunovo) an die Tschechoslowakei zugeschlagen. Seither fanden keine größeren Grenzänderungen mehr statt.
Die heutige Grenze mit exaktem Grenzverlauf wird durch einen Vertrag zwischen der Tschechoslowakei und Ungarn am 13. Oktober 1956 mit späteren Änderungen geregelt.

## Gemeinden an der Staatsgrenze (von West nach Ost)

Grenzabschnitte
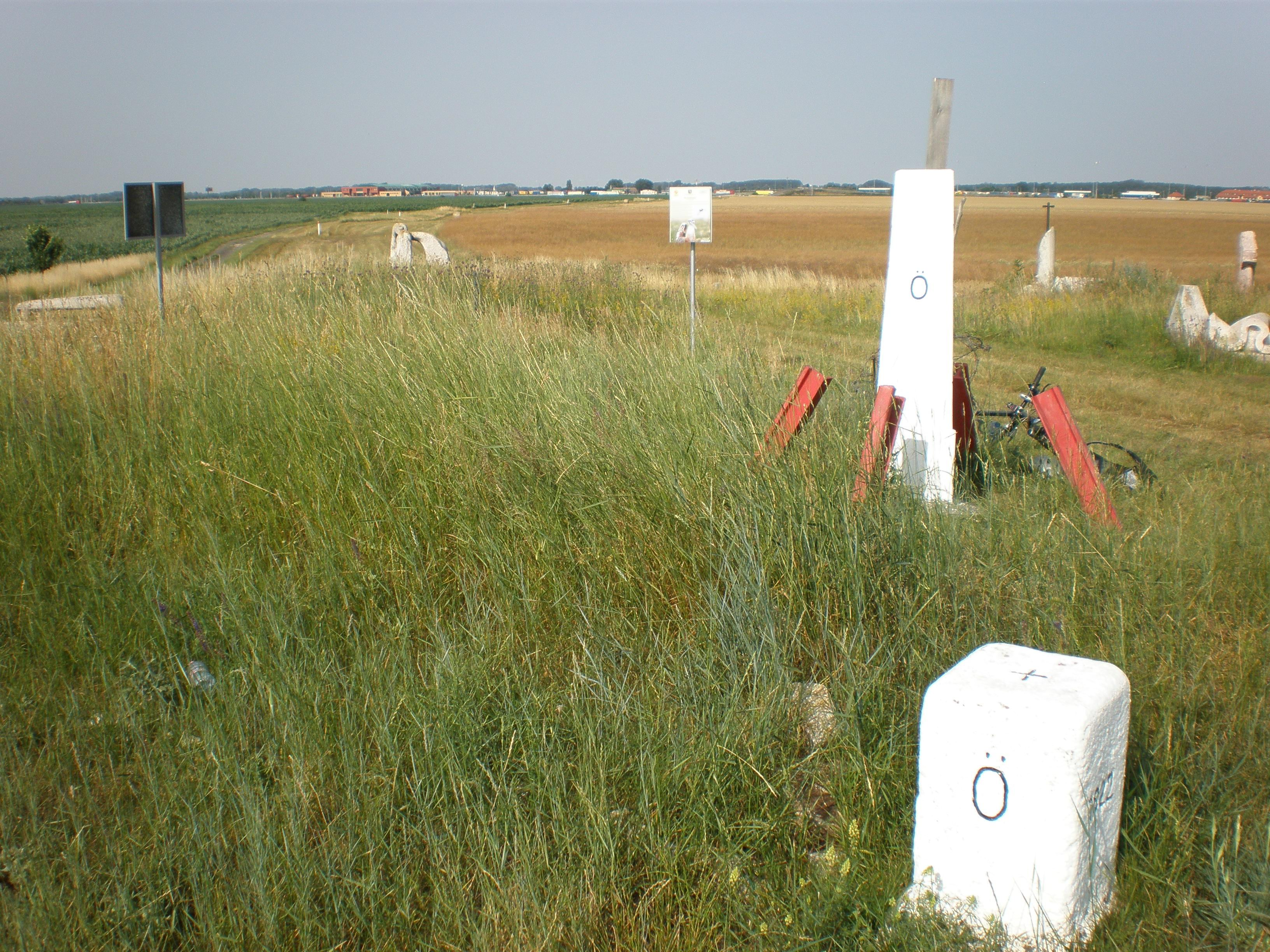
Der Anfang der slowakisch-ungarischen Grenze am Dreiländereck Österreich-Slowakei-Ungarn, von Österreich gesehen
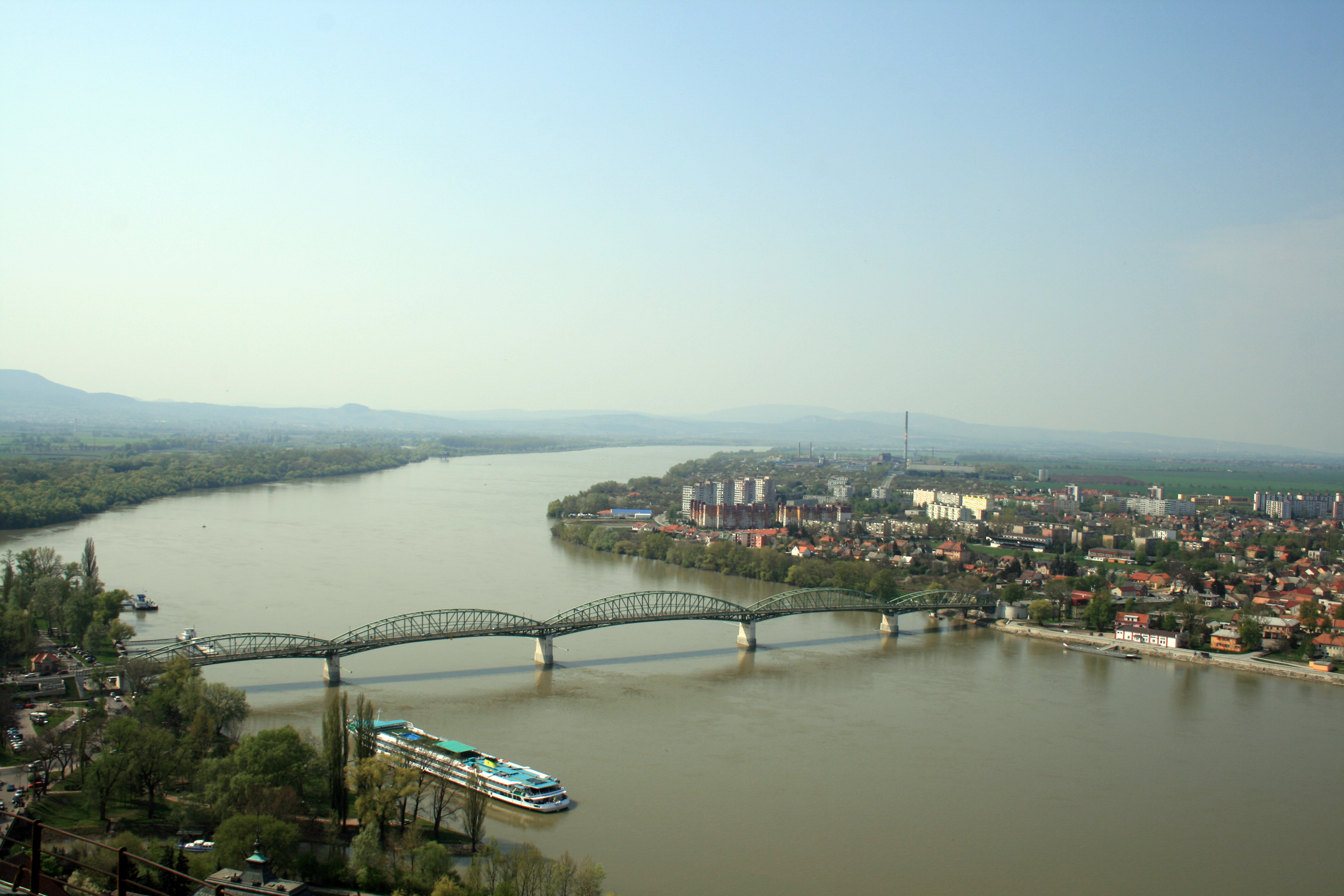
Die Grenze an der Donau zwischen Štúrovo und Esztergom
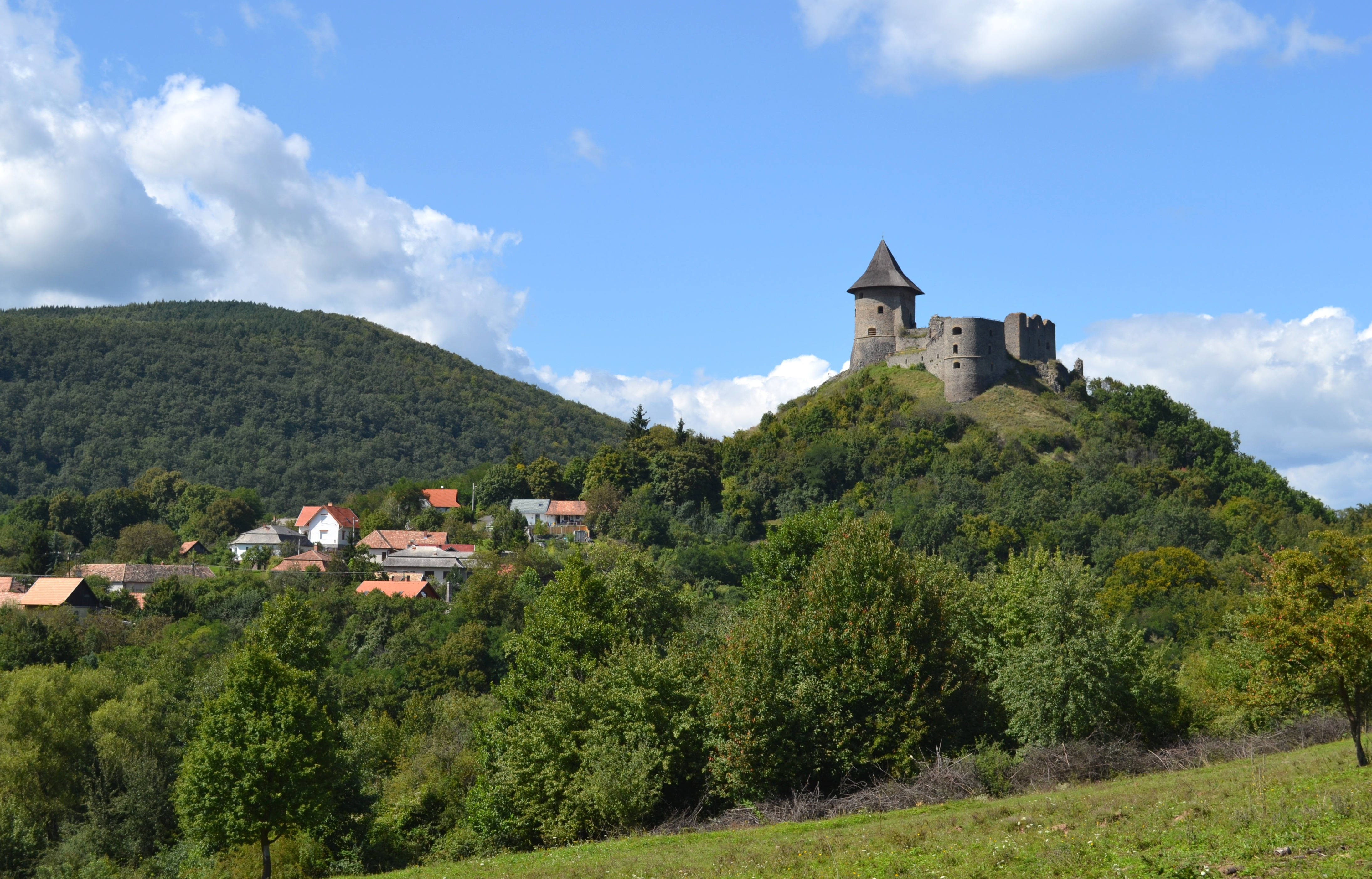
Die Grenze trennt die slowakische Burg Šomoška (rechts) vom ungarischen Ort Somoskő (links)
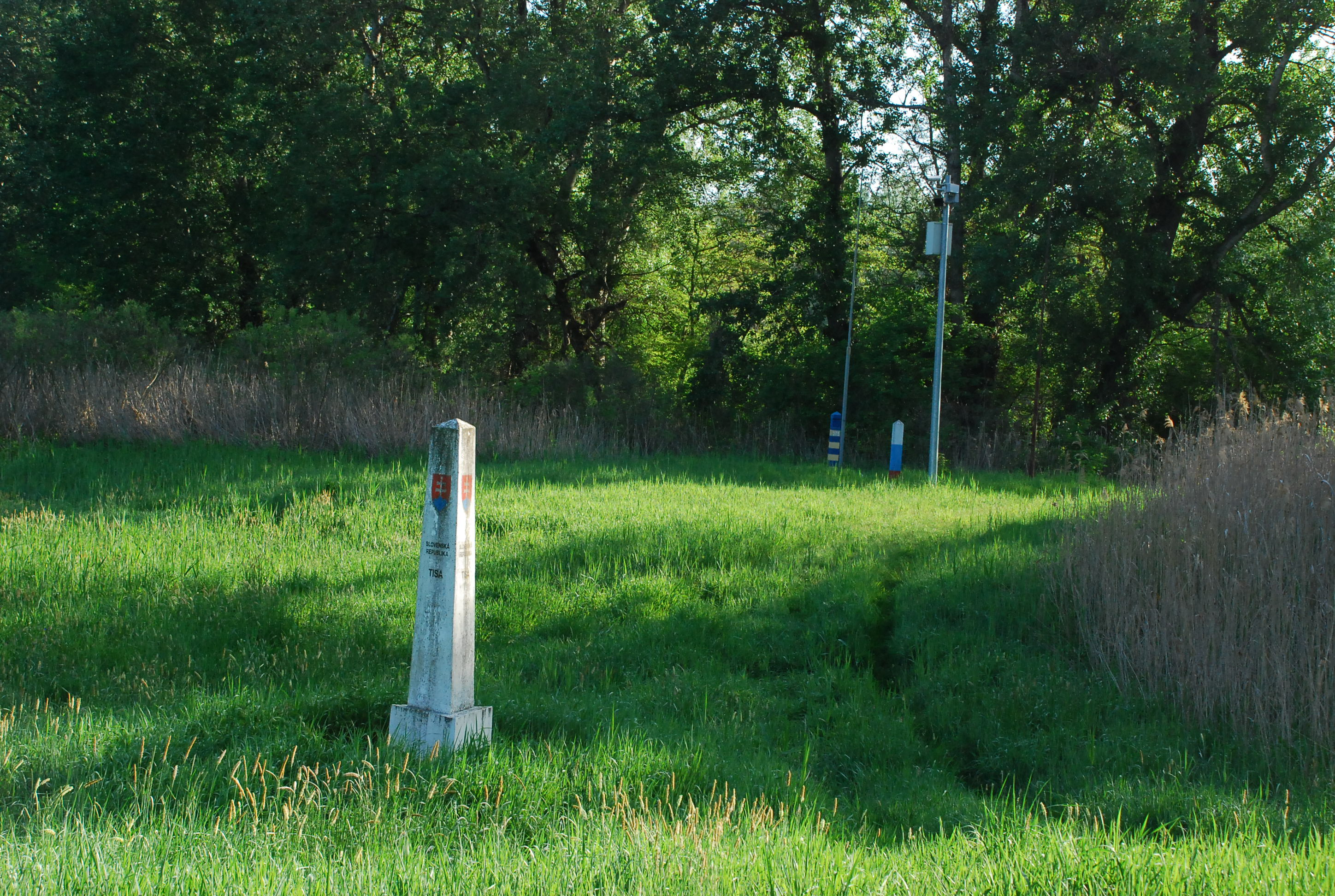
Grenzobelisk nahe dem Dreiländereck Slowakei-Ukraine-Ungarn

| U N G A R N                              | U N G A R N                                     | U N G A R N                                                       | U N G A R N                    | U N G A R N        |                                 | S L O W A K E I           | S L O W A K E I                    | S L O W A K E I   | S L O W A K E I            | S L O W A K E I          |
| Region                                   | Komitat (Verwaltungsbezirk)                     | Gemeinde                                                          | Gemeinde                       | Grenz- übertritt   |                                 | Grenz- übertritt          | Gemeinde                           | Gemeinde          | Okres (Bezirk)             | Kraj (Region)            |
| ---------------------------------------- | ----------------------------------------------- | ----------------------------------------------------------------- | ------------------------------ | ------------------ | ------------------------------- | ------------------------- | ---------------------------------- | ----------------- | -------------------------- | ------------------------ |
| Österreich                               |                                                 |                                                                   |                                |                    |                                 |                           |                                    |                   |                            |                          |
| Nyugat-Dunántúl (Westtransdanubien)      | Győr-Moson-Sopron (Raab-Wieselburg-Ödenburg)    |                                                                   | Rajka (Ragendorf)              |                    |                                 |                           |                                    | Čunovo (Sarndorf) | Bratislava V (Pressburg V) | Bratislavský (Pressburg) |
| Nyugat-Dunántúl (Westtransdanubien)      | Győr-Moson-Sopron (Raab-Wieselburg-Ödenburg)    | D o n a u                                                         | Rajka (Ragendorf)              |                    |                                 | Hamuliakovo (Gutern)      | Senec (Wartberg)                   |                   |                            | Bratislavský (Pressburg) |
| Nyugat-Dunántúl (Westtransdanubien)      | Győr-Moson-Sopron (Raab-Wieselburg-Ödenburg)    | D o n a u                                                         | Rajka (Ragendorf)              |                    |                                 | Šamorín (Sommerein)       | Dunajská Streda (Niedermarkt)      | Trnavský (Tyrnau) |                            |                          |
| Nyugat-Dunántúl (Westtransdanubien)      | Győr-Moson-Sopron (Raab-Wieselburg-Ödenburg)    | D o n a u                                                         | Dunakiliti (Frauendorf)        |                    |                                 | Šamorín (Sommerein)       | Dunajská Streda (Niedermarkt)      | Trnavský (Tyrnau) |                            |                          |
| Nyugat-Dunántúl (Westtransdanubien)      | Győr-Moson-Sopron (Raab-Wieselburg-Ödenburg)    | D o n a u                                                         | Dobrohošť                      |                    |                                 |                           | Dunajská Streda (Niedermarkt)      | Trnavský (Tyrnau) |                            |                          |
| Nyugat-Dunántúl (Westtransdanubien)      | Győr-Moson-Sopron (Raab-Wieselburg-Ödenburg)    | D o n a u                                                         | Dunasziget (Milchdorf)         |                    |                                 |                           | Dunajská Streda (Niedermarkt)      | Trnavský (Tyrnau) |                            |                          |
| Nyugat-Dunántúl (Westtransdanubien)      | Győr-Moson-Sopron (Raab-Wieselburg-Ödenburg)    | D o n a u                                                         | Kyselica                       |                    |                                 |                           | Dunajská Streda (Niedermarkt)      | Trnavský (Tyrnau) |                            |                          |
| Nyugat-Dunántúl (Westtransdanubien)      | Győr-Moson-Sopron (Raab-Wieselburg-Ödenburg)    | D o n a u                                                         | Vojka nad Dunajom              |                    |                                 |                           | Dunajská Streda (Niedermarkt)      | Trnavský (Tyrnau) |                            |                          |
| Nyugat-Dunántúl (Westtransdanubien)      | Győr-Moson-Sopron (Raab-Wieselburg-Ödenburg)    | D o n a u                                                         | Bodíky                         |                    |                                 |                           | Dunajská Streda (Niedermarkt)      | Trnavský (Tyrnau) |                            |                          |
| Nyugat-Dunántúl (Westtransdanubien)      | Győr-Moson-Sopron (Raab-Wieselburg-Ödenburg)    | D o n a u                                                         | Kisbodak                       |                    |                                 |                           | Dunajská Streda (Niedermarkt)      | Trnavský (Tyrnau) |                            |                          |
| Nyugat-Dunántúl (Westtransdanubien)      | Győr-Moson-Sopron (Raab-Wieselburg-Ödenburg)    | D o n a u                                                         | Dunaremete                     |                    |                                 |                           | Dunajská Streda (Niedermarkt)      | Trnavský (Tyrnau) |                            |                          |
| Nyugat-Dunántúl (Westtransdanubien)      | Győr-Moson-Sopron (Raab-Wieselburg-Ödenburg)    | D o n a u                                                         | Lipót                          |                    |                                 |                           | Dunajská Streda (Niedermarkt)      | Trnavský (Tyrnau) |                            |                          |
| Nyugat-Dunántúl (Westtransdanubien)      | Győr-Moson-Sopron (Raab-Wieselburg-Ödenburg)    | D o n a u                                                         | Baka                           |                    |                                 |                           | Dunajská Streda (Niedermarkt)      | Trnavský (Tyrnau) |                            |                          |
| Nyugat-Dunántúl (Westtransdanubien)      | Győr-Moson-Sopron (Raab-Wieselburg-Ödenburg)    | D o n a u                                                         | Gabčíkovo (Bösch)              |                    |                                 |                           | Dunajská Streda (Niedermarkt)      | Trnavský (Tyrnau) |                            |                          |
| Nyugat-Dunántúl (Westtransdanubien)      | Győr-Moson-Sopron (Raab-Wieselburg-Ödenburg)    | D o n a u                                                         | Ásványráró                     |                    |                                 |                           | Dunajská Streda (Niedermarkt)      | Trnavský (Tyrnau) |                            |                          |
| Nyugat-Dunántúl (Westtransdanubien)      | Győr-Moson-Sopron (Raab-Wieselburg-Ödenburg)    | D o n a u                                                         | Sap                            |                    |                                 |                           | Dunajská Streda (Niedermarkt)      | Trnavský (Tyrnau) |                            |                          |
| Nyugat-Dunántúl (Westtransdanubien)      | Győr-Moson-Sopron (Raab-Wieselburg-Ödenburg)    | D o n a u                                                         | Győrzámoly                     |                    |                                 |                           | Dunajská Streda (Niedermarkt)      | Trnavský (Tyrnau) |                            |                          |
| Nyugat-Dunántúl (Westtransdanubien)      | Győr-Moson-Sopron (Raab-Wieselburg-Ödenburg)    | D o n a u                                                         | Medveďov (Weißkirchen)         |                    |                                 |                           | Dunajská Streda (Niedermarkt)      | Trnavský (Tyrnau) |                            |                          |
| Nyugat-Dunántúl (Westtransdanubien)      | Győr-Moson-Sopron (Raab-Wieselburg-Ödenburg)    | D o n a u                                                         | Nagybajcs                      |                    |                                 |                           | Dunajská Streda (Niedermarkt)      | Trnavský (Tyrnau) |                            |                          |
| Nyugat-Dunántúl (Westtransdanubien)      | Győr-Moson-Sopron (Raab-Wieselburg-Ödenburg)    | D o n a u                                                         | Kľúčovec                       |                    |                                 |                           | Dunajská Streda (Niedermarkt)      | Trnavský (Tyrnau) |                            |                          |
| Nyugat-Dunántúl (Westtransdanubien)      | Győr-Moson-Sopron (Raab-Wieselburg-Ödenburg)    | D o n a u                                                         |                                |                    | Číčov                           | Komárno (Komorn)          | Nitriansky (Neutra)                |                   |                            |                          |
| Nyugat-Dunántúl (Westtransdanubien)      | Győr-Moson-Sopron (Raab-Wieselburg-Ödenburg)    | D o n a u                                                         | Kisbajcs                       |                    | Číčov                           | Komárno (Komorn)          | Nitriansky (Neutra)                |                   |                            |                          |
| Nyugat-Dunántúl (Westtransdanubien)      | Győr-Moson-Sopron (Raab-Wieselburg-Ödenburg)    | D o n a u                                                         | Vének                          |                    | Číčov                           | Komárno (Komorn)          | Nitriansky (Neutra)                |                   |                            |                          |
| Nyugat-Dunántúl (Westtransdanubien)      | Győr-Moson-Sopron (Raab-Wieselburg-Ödenburg)    | D o n a u                                                         | Trávnik                        |                    |                                 | Komárno (Komorn)          | Nitriansky (Neutra)                |                   |                            |                          |
| Nyugat-Dunántúl (Westtransdanubien)      | Győr-Moson-Sopron (Raab-Wieselburg-Ödenburg)    | D o n a u                                                         | Győr (Raab)                    |                    |                                 | Komárno (Komorn)          | Nitriansky (Neutra)                |                   |                            |                          |
| Nyugat-Dunántúl (Westtransdanubien)      | Győr-Moson-Sopron (Raab-Wieselburg-Ödenburg)    | D o n a u                                                         | Gönyű                          |                    |                                 | Komárno (Komorn)          | Nitriansky (Neutra)                |                   |                            |                          |
| Nyugat-Dunántúl (Westtransdanubien)      | Győr-Moson-Sopron (Raab-Wieselburg-Ödenburg)    | D o n a u                                                         | Klížska Nemá                   |                    |                                 | Komárno (Komorn)          | Nitriansky (Neutra)                |                   |                            |                          |
| Nyugat-Dunántúl (Westtransdanubien)      | Győr-Moson-Sopron (Raab-Wieselburg-Ödenburg)    | D o n a u                                                         | Nagyszentjános                 |                    |                                 | Komárno (Komorn)          | Nitriansky (Neutra)                |                   |                            |                          |
| Nyugat-Dunántúl (Westtransdanubien)      | Győr-Moson-Sopron (Raab-Wieselburg-Ödenburg)    | D o n a u                                                         | Veľké Kosihy                   |                    |                                 | Komárno (Komorn)          | Nitriansky (Neutra)                |                   |                            |                          |
| Közép-Dunántúl (Mitteltransdanubien)     | Komárom-Esztergom (Komorn-Gran)                 | D o n a u                                                         |                                | Ács                |                                 | Komárno (Komorn)          | Nitriansky (Neutra)                |                   |                            |                          |
| Közép-Dunántúl (Mitteltransdanubien)     | Komárom-Esztergom (Komorn-Gran)                 | D o n a u                                                         | Zlatná na Ostrove (Golddorf)   | Ács                |                                 | Komárno (Komorn)          | Nitriansky (Neutra)                |                   |                            |                          |
| Közép-Dunántúl (Mitteltransdanubien)     | Komárom-Esztergom (Komorn-Gran)                 | D o n a u                                                         | Komárom (Komorn)               |                    |                                 | Komárno (Komorn)          | Nitriansky (Neutra)                |                   |                            |                          |
| Közép-Dunántúl (Mitteltransdanubien)     | Komárom-Esztergom (Komorn-Gran)                 | D o n a u                                                         | Komárno (Komorn)               |                    |                                 | Komárno (Komorn)          | Nitriansky (Neutra)                |                   |                            |                          |
| Közép-Dunántúl (Mitteltransdanubien)     | Komárom-Esztergom (Komorn-Gran)                 | D o n a u                                                         | Iža                            |                    |                                 | Komárno (Komorn)          | Nitriansky (Neutra)                |                   |                            |                          |
| Közép-Dunántúl (Mitteltransdanubien)     | Komárom-Esztergom (Komorn-Gran)                 | D o n a u                                                         | Almásfüzitő                    |                    |                                 | Komárno (Komorn)          | Nitriansky (Neutra)                |                   |                            |                          |
| Közép-Dunántúl (Mitteltransdanubien)     | Komárom-Esztergom (Komorn-Gran)                 | D o n a u                                                         | Patince                        |                    |                                 | Komárno (Komorn)          | Nitriansky (Neutra)                |                   |                            |                          |
| Közép-Dunántúl (Mitteltransdanubien)     | Komárom-Esztergom (Komorn-Gran)                 | D o n a u                                                         | Dunaalmás                      |                    |                                 | Komárno (Komorn)          | Nitriansky (Neutra)                |                   |                            |                          |
| Közép-Dunántúl (Mitteltransdanubien)     | Komárom-Esztergom (Komorn-Gran)                 | D o n a u                                                         | Radvaň nad Dunajom             |                    |                                 | Komárno (Komorn)          | Nitriansky (Neutra)                |                   |                            |                          |
| Közép-Dunántúl (Mitteltransdanubien)     | Komárom-Esztergom (Komorn-Gran)                 | D o n a u                                                         | Neszmély (Nessmühl)            |                    |                                 | Komárno (Komorn)          | Nitriansky (Neutra)                |                   |                            |                          |
| Közép-Dunántúl (Mitteltransdanubien)     | Komárom-Esztergom (Komorn-Gran)                 | D o n a u                                                         | Moča                           |                    |                                 | Komárno (Komorn)          | Nitriansky (Neutra)                |                   |                            |                          |
| Közép-Dunántúl (Mitteltransdanubien)     | Komárom-Esztergom (Komorn-Gran)                 | D o n a u                                                         | Süttő (Schitte)                |                    |                                 | Komárno (Komorn)          | Nitriansky (Neutra)                |                   |                            |                          |
| Közép-Dunántúl (Mitteltransdanubien)     | Komárom-Esztergom (Komorn-Gran)                 | D o n a u                                                         | Kravany nad Dunajom            |                    |                                 | Komárno (Komorn)          | Nitriansky (Neutra)                |                   |                            |                          |
| Közép-Dunántúl (Mitteltransdanubien)     | Komárom-Esztergom (Komorn-Gran)                 | D o n a u                                                         | Lábatlan (Labeland)            |                    |                                 | Komárno (Komorn)          | Nitriansky (Neutra)                |                   |                            |                          |
| Közép-Dunántúl (Mitteltransdanubien)     | Komárom-Esztergom (Komorn-Gran)                 | D o n a u                                                         |                                |                    | Mužla                           | Nové Zámky (Neuhäusel)    | Nitriansky (Neutra)                |                   |                            |                          |
| Közép-Dunántúl (Mitteltransdanubien)     | Komárom-Esztergom (Komorn-Gran)                 | D o n a u                                                         | Nyergesújfalu (Sattel-Neudorf) |                    | Mužla                           | Nové Zámky (Neuhäusel)    | Nitriansky (Neutra)                |                   |                            |                          |
| Közép-Dunántúl (Mitteltransdanubien)     | Komárom-Esztergom (Komorn-Gran)                 | D o n a u                                                         | Obid                           |                    |                                 | Nové Zámky (Neuhäusel)    | Nitriansky (Neutra)                |                   |                            |                          |
| Közép-Dunántúl (Mitteltransdanubien)     | Komárom-Esztergom (Komorn-Gran)                 | D o n a u                                                         | Tát                            |                    |                                 | Nové Zámky (Neuhäusel)    | Nitriansky (Neutra)                |                   |                            |                          |
| Közép-Dunántúl (Mitteltransdanubien)     | Komárom-Esztergom (Komorn-Gran)                 | D o n a u                                                         | Esztergom (Gran)               |                    |                                 | Nové Zámky (Neuhäusel)    | Nitriansky (Neutra)                |                   |                            |                          |
| Közép-Dunántúl (Mitteltransdanubien)     | Komárom-Esztergom (Komorn-Gran)                 | D o n a u                                                         | Štúrovo (Gran)                 |                    |                                 | Nové Zámky (Neuhäusel)    | Nitriansky (Neutra)                |                   |                            |                          |
| Közép-Dunántúl (Mitteltransdanubien)     | Komárom-Esztergom (Komorn-Gran)                 | D o n a u                                                         | Kamenica nad Hronom            |                    |                                 | Nové Zámky (Neuhäusel)    | Nitriansky (Neutra)                |                   |                            |                          |
| Közép-Dunántúl (Mitteltransdanubien)     | Komárom-Esztergom (Komorn-Gran)                 | D o n a u                                                         | Chľaba (Hellenbach)            |                    |                                 | Nové Zámky (Neuhäusel)    | Nitriansky (Neutra)                |                   |                            |                          |
| Közép-Dunántúl (Mitteltransdanubien)     | Komárom-Esztergom (Komorn-Gran)                 | D o n a u                                                         | Pilismarót                     |                    |                                 | Nové Zámky (Neuhäusel)    | Nitriansky (Neutra)                |                   |                            |                          |
| Közép-Magyarország (Mittelungarn)        | Pest                                            |                                                                   | Szob (Zopp an der Donau)       |                    | E i p e l                       | Nové Zámky (Neuhäusel)    | Nitriansky (Neutra)                |                   |                            |                          |
| Közép-Magyarország (Mittelungarn)        | Pest                                            | Ipolydamásd                                                       |                                |                    | E i p e l                       | Nové Zámky (Neuhäusel)    | Nitriansky (Neutra)                |                   |                            |                          |
| Közép-Magyarország (Mittelungarn)        | Pest                                            | Letkés                                                            |                                |                    | E i p e l                       | Nové Zámky (Neuhäusel)    | Nitriansky (Neutra)                |                   |                            |                          |
| Közép-Magyarország (Mittelungarn)        | Pest                                            | Leľa                                                              |                                |                    | E i p e l                       | Nové Zámky (Neuhäusel)    | Nitriansky (Neutra)                |                   |                            |                          |
| Közép-Magyarország (Mittelungarn)        | Pest                                            | Salka                                                             |                                |                    | E i p e l                       | Nové Zámky (Neuhäusel)    | Nitriansky (Neutra)                |                   |                            |                          |
| Közép-Magyarország (Mittelungarn)        | Pest                                            | Ipolytölgyes                                                      |                                |                    | E i p e l                       | Nové Zámky (Neuhäusel)    | Nitriansky (Neutra)                |                   |                            |                          |
| Közép-Magyarország (Mittelungarn)        | Pest                                            | Malé Kosihy                                                       |                                |                    | E i p e l                       | Nové Zámky (Neuhäusel)    | Nitriansky (Neutra)                |                   |                            |                          |
| Közép-Magyarország (Mittelungarn)        | Pest                                            |                                                                   | Nagybörzsöny (Deutschpilsen)   |                    | E i p e l                       | Nové Zámky (Neuhäusel)    | Nitriansky (Neutra)                |                   |                            | Salka                    |
| Közép-Magyarország (Mittelungarn)        | Pest                                            |                                                                   | Vámosmikola                    |                    | E i p e l                       |                           | Nitriansky (Neutra)                |                   | Pastovce                   | Levice (Lewenz)          |
| Közép-Magyarország (Mittelungarn)        | Pest                                            | Bielovce                                                          | Vámosmikola                    |                    | E i p e l                       |                           | Nitriansky (Neutra)                |                   |                            | Levice (Lewenz)          |
| Közép-Magyarország (Mittelungarn)        | Pest                                            | Ipeľský Sokolec                                                   | Vámosmikola                    |                    | E i p e l                       |                           | Nitriansky (Neutra)                |                   |                            | Levice (Lewenz)          |
| Közép-Magyarország (Mittelungarn)        | Pest                                            | Perőcsény                                                         |                                |                    | E i p e l                       |                           | Nitriansky (Neutra)                |                   |                            | Levice (Lewenz)          |
| Közép-Magyarország (Mittelungarn)        | Pest                                            | Tésa                                                              |                                |                    | E i p e l                       |                           | Nitriansky (Neutra)                |                   |                            | Levice (Lewenz)          |
| Közép-Magyarország (Mittelungarn)        | Pest                                            |                                                                   |                                |                    |                                 |                           | Nitriansky (Neutra)                |                   |                            | Levice (Lewenz)          |
| Közép-Magyarország (Mittelungarn)        | Pest                                            | Kubáňovo                                                          |                                |                    |                                 |                           | Nitriansky (Neutra)                |                   |                            | Levice (Lewenz)          |
| Közép-Magyarország (Mittelungarn)        | Pest                                            | Kemence                                                           |                                |                    |                                 |                           | Nitriansky (Neutra)                |                   |                            | Levice (Lewenz)          |
| Közép-Magyarország (Mittelungarn)        | Pest                                            | Vyškovce nad Ipľom                                                |                                |                    |                                 |                           | Nitriansky (Neutra)                |                   |                            | Levice (Lewenz)          |
| Közép-Magyarország (Mittelungarn)        | Pest                                            | Bernecebaráti                                                     |                                |                    |                                 |                           | Nitriansky (Neutra)                |                   |                            | Levice (Lewenz)          |
| Közép-Magyarország (Mittelungarn)        | Pest                                            | Šahy (Eipelschlag)                                                |                                |                    |                                 |                           | Nitriansky (Neutra)                |                   |                            | Levice (Lewenz)          |
| Észak-Magyarország (Nordungarn)          | Nógrád                                          |                                                                   | Hont                           |                    |                                 |                           | Nitriansky (Neutra)                |                   |                            | Levice (Lewenz)          |
| Észak-Magyarország (Nordungarn)          | Nógrád                                          | E i p e l                                                         | Hont                           |                    |                                 |                           | Nitriansky (Neutra)                |                   |                            | Levice (Lewenz)          |
| Észak-Magyarország (Nordungarn)          | Nógrád                                          | Drégelypalánk                                                     |                                |                    |                                 |                           | Nitriansky (Neutra)                |                   |                            | Levice (Lewenz)          |
| Észak-Magyarország (Nordungarn)          | Nógrád                                          |                                                                   |                                | Ipeľské Predmostie | Veľký Krtíš                     | Banskobystrický (Neusohl) |                                    |                   |                            |                          |
| Észak-Magyarország (Nordungarn)          | Nógrád                                          | Ipolyvece                                                         |                                | Ipeľské Predmostie | Veľký Krtíš                     | Banskobystrický (Neusohl) |                                    |                   |                            |                          |
| Észak-Magyarország (Nordungarn)          | Nógrád                                          | Veľká Ves nad Ipľom                                               |                                |                    | Veľký Krtíš                     | Banskobystrický (Neusohl) |                                    |                   |                            |                          |
| Észak-Magyarország (Nordungarn)          | Nógrád                                          | Balog nad Ipľom                                                   |                                |                    | Veľký Krtíš                     | Banskobystrický (Neusohl) |                                    |                   |                            |                          |
| Észak-Magyarország (Nordungarn)          | Nógrád                                          | Patak                                                             |                                |                    | Veľký Krtíš                     | Banskobystrický (Neusohl) |                                    |                   |                            |                          |
| Észak-Magyarország (Nordungarn)          | Nógrád                                          | Dolinka                                                           |                                |                    | Veľký Krtíš                     | Banskobystrický (Neusohl) |                                    |                   |                            |                          |
| Észak-Magyarország (Nordungarn)          | Nógrád                                          | Dejtár                                                            |                                |                    | Veľký Krtíš                     | Banskobystrický (Neusohl) |                                    |                   |                            |                          |
| Észak-Magyarország (Nordungarn)          | Nógrád                                          | Kosihy nad Ipľom                                                  |                                |                    | Veľký Krtíš                     | Banskobystrický (Neusohl) |                                    |                   |                            |                          |
| Észak-Magyarország (Nordungarn)          | Nógrád                                          | Veľká Čalomija                                                    |                                |                    | Veľký Krtíš                     | Banskobystrický (Neusohl) |                                    |                   |                            |                          |
| Észak-Magyarország (Nordungarn)          | Nógrád                                          | Malá Čalomija                                                     |                                |                    | Veľký Krtíš                     | Banskobystrický (Neusohl) |                                    |                   |                            |                          |
| Észak-Magyarország (Nordungarn)          | Nógrád                                          | Koláre                                                            |                                |                    | Veľký Krtíš                     | Banskobystrický (Neusohl) |                                    |                   |                            |                          |
| Észak-Magyarország (Nordungarn)          | Nógrád                                          | Ipolyszög                                                         |                                |                    | Veľký Krtíš                     | Banskobystrický (Neusohl) |                                    |                   |                            |                          |
| Észak-Magyarország (Nordungarn)          | Nógrád                                          | Balassagyarmat (Jahrmarkt)                                        |                                |                    | Veľký Krtíš                     | Banskobystrický (Neusohl) |                                    |                   |                            |                          |
| Észak-Magyarország (Nordungarn)          | Nógrád                                          | Slovenské Ďarmoty                                                 |                                |                    | Veľký Krtíš                     | Banskobystrický (Neusohl) |                                    |                   |                            |                          |
| Észak-Magyarország (Nordungarn)          | Nógrád                                          | Záhorce                                                           |                                |                    | Veľký Krtíš                     | Banskobystrický (Neusohl) |                                    |                   |                            |                          |
| Észak-Magyarország (Nordungarn)          | Nógrád                                          | Patvarc                                                           |                                |                    | Veľký Krtíš                     | Banskobystrický (Neusohl) |                                    |                   |                            |                          |
| Észak-Magyarország (Nordungarn)          | Nógrád                                          | Vrbovka                                                           |                                |                    | Veľký Krtíš                     | Banskobystrický (Neusohl) |                                    |                   |                            |                          |
| Észak-Magyarország (Nordungarn)          | Nógrád                                          | Őrhalom                                                           |                                |                    | Veľký Krtíš                     | Banskobystrický (Neusohl) |                                    |                   |                            |                          |
| Észak-Magyarország (Nordungarn)          | Nógrád                                          | Hugyag                                                            |                                |                    | Veľký Krtíš                     | Banskobystrický (Neusohl) |                                    |                   |                            |                          |
| Észak-Magyarország (Nordungarn)          | Nógrád                                          | Kiarov                                                            |                                |                    | Veľký Krtíš                     | Banskobystrický (Neusohl) |                                    |                   |                            |                          |
| Észak-Magyarország (Nordungarn)          | Nógrád                                          | Kováčovce                                                         |                                |                    | Veľký Krtíš                     | Banskobystrický (Neusohl) |                                    |                   |                            |                          |
| Észak-Magyarország (Nordungarn)          | Nógrád                                          | Szécsény                                                          |                                |                    | Veľký Krtíš                     | Banskobystrický (Neusohl) |                                    |                   |                            |                          |
| Észak-Magyarország (Nordungarn)          | Nógrád                                          | Ludányhalászi                                                     |                                |                    | Veľký Krtíš                     | Banskobystrický (Neusohl) |                                    |                   |                            |                          |
| Észak-Magyarország (Nordungarn)          | Nógrád                                          | Čeláre                                                            |                                |                    | Veľký Krtíš                     | Banskobystrický (Neusohl) |                                    |                   |                            |                          |
| Észak-Magyarország (Nordungarn)          | Nógrád                                          | Bušince                                                           |                                |                    | Veľký Krtíš                     | Banskobystrický (Neusohl) |                                    |                   |                            |                          |
| Észak-Magyarország (Nordungarn)          | Nógrád                                          | Nógrádszakál                                                      |                                |                    | Veľký Krtíš                     | Banskobystrický (Neusohl) |                                    |                   |                            |                          |
| Észak-Magyarország (Nordungarn)          | Nógrád                                          | Muľa                                                              |                                |                    | Veľký Krtíš                     | Banskobystrický (Neusohl) |                                    |                   |                            |                          |
| Észak-Magyarország (Nordungarn)          | Nógrád                                          |                                                                   |                                | Trenč (Törinz)     | Lučenec (Lizenz)                | Banskobystrický (Neusohl) |                                    |                   |                            |                          |
| Észak-Magyarország (Nordungarn)          | Nógrád                                          | Litke                                                             |                                | Trenč (Törinz)     | Lučenec (Lizenz)                | Banskobystrický (Neusohl) |                                    |                   |                            |                          |
| Észak-Magyarország (Nordungarn)          | Nógrád                                          | Ipolytarnóc                                                       |                                | Trenč (Törinz)     | Lučenec (Lizenz)                | Banskobystrický (Neusohl) |                                    |                   |                            |                          |
| Észak-Magyarország (Nordungarn)          | Nógrád                                          | Veľká nad Ipľom                                                   |                                |                    | Lučenec (Lizenz)                | Banskobystrický (Neusohl) |                                    |                   |                            |                          |
| Észak-Magyarország (Nordungarn)          | Nógrád                                          | N ö r d l i c h e s U n g a r i s c h e s M i t e l g e b i r g e |                                |                    | Lučenec (Lizenz)                | Banskobystrický (Neusohl) | Kalonda                            |                   |                            |                          |
| Észak-Magyarország (Nordungarn)          | Nógrád                                          | N ö r d l i c h e s U n g a r i s c h e s M i t e l g e b i r g e | Mučín                          |                    | Lučenec (Lizenz)                | Banskobystrický (Neusohl) |                                    |                   |                            |                          |
| Észak-Magyarország (Nordungarn)          | Nógrád                                          | N ö r d l i c h e s U n g a r i s c h e s M i t e l g e b i r g e | Lipovany                       |                    | Lučenec (Lizenz)                | Banskobystrický (Neusohl) |                                    |                   |                            |                          |
| Észak-Magyarország (Nordungarn)          | Nógrád                                          | N ö r d l i c h e s U n g a r i s c h e s M i t e l g e b i r g e | Egyházasgerge                  |                    | Lučenec (Lizenz)                | Banskobystrický (Neusohl) |                                    |                   |                            |                          |
| Észak-Magyarország (Nordungarn)          | Nógrád                                          | N ö r d l i c h e s U n g a r i s c h e s M i t e l g e b i r g e | Mihálygerge                    |                    | Lučenec (Lizenz)                | Banskobystrický (Neusohl) |                                    |                   |                            |                          |
| Észak-Magyarország (Nordungarn)          | Nógrád                                          | N ö r d l i c h e s U n g a r i s c h e s M i t e l g e b i r g e | Karancskeszi                   |                    | Lučenec (Lizenz)                | Banskobystrický (Neusohl) |                                    |                   |                            |                          |
| Észak-Magyarország (Nordungarn)          | Nógrád                                          | N ö r d l i c h e s U n g a r i s c h e s M i t e l g e b i r g e | Karancsberény                  |                    | Lučenec (Lizenz)                | Banskobystrický (Neusohl) |                                    |                   |                            |                          |
| Észak-Magyarország (Nordungarn)          | Nógrád                                          | N ö r d l i c h e s U n g a r i s c h e s M i t e l g e b i r g e | Pleš                           |                    | Lučenec (Lizenz)                | Banskobystrický (Neusohl) |                                    |                   |                            |                          |
| Észak-Magyarország (Nordungarn)          | Nógrád                                          | N ö r d l i c h e s U n g a r i s c h e s M i t e l g e b i r g e | Čakanovce                      |                    | Lučenec (Lizenz)                | Banskobystrický (Neusohl) |                                    |                   |                            |                          |
| Észak-Magyarország (Nordungarn)          | Nógrád                                          | N ö r d l i c h e s U n g a r i s c h e s M i t e l g e b i r g e | Šiatorská Bukovinka            |                    | Lučenec (Lizenz)                | Banskobystrický (Neusohl) |                                    |                   |                            |                          |
| Észak-Magyarország (Nordungarn)          | Nógrád                                          | N ö r d l i c h e s U n g a r i s c h e s M i t e l g e b i r g e | Karancslapujtő                 |                    | Lučenec (Lizenz)                | Banskobystrický (Neusohl) |                                    |                   |                            |                          |
| Észak-Magyarország (Nordungarn)          | Nógrád                                          | N ö r d l i c h e s U n g a r i s c h e s M i t e l g e b i r g e | Salgótarján                    |                    | Lučenec (Lizenz)                | Banskobystrický (Neusohl) |                                    |                   |                            |                          |
| Észak-Magyarország (Nordungarn)          | Nógrád                                          | N ö r d l i c h e s U n g a r i s c h e s M i t e l g e b i r g e | Somoskőújfalu                  |                    | Lučenec (Lizenz)                | Banskobystrický (Neusohl) |                                    |                   |                            |                          |
| Észak-Magyarország (Nordungarn)          | Nógrád                                          | N ö r d l i c h e s U n g a r i s c h e s M i t e l g e b i r g e | Salgótarján                    |                    | Lučenec (Lizenz)                | Banskobystrický (Neusohl) |                                    |                   |                            |                          |
| Észak-Magyarország (Nordungarn)          | Nógrád                                          | N ö r d l i c h e s U n g a r i s c h e s M i t e l g e b i r g e |                                |                    | Nová Bašta                      | Banskobystrický (Neusohl) | Rimavská Sobota (Großsteffelsdorf) |                   |                            |                          |
| Észak-Magyarország (Nordungarn)          | Nógrád                                          | N ö r d l i c h e s U n g a r i s c h e s M i t e l g e b i r g e | Večelkov                       |                    |                                 | Banskobystrický (Neusohl) | Rimavská Sobota (Großsteffelsdorf) |                   |                            |                          |
| Észak-Magyarország (Nordungarn)          | Nógrád                                          | N ö r d l i c h e s U n g a r i s c h e s M i t e l g e b i r g e | Tachty                         |                    |                                 | Banskobystrický (Neusohl) | Rimavská Sobota (Großsteffelsdorf) |                   |                            |                          |
| Észak-Magyarország (Nordungarn)          | Nógrád                                          | N ö r d l i c h e s U n g a r i s c h e s M i t e l g e b i r g e | Cered                          |                    |                                 | Banskobystrický (Neusohl) | Rimavská Sobota (Großsteffelsdorf) |                   |                            |                          |
| Észak-Magyarország (Nordungarn)          | Nógrád                                          | N ö r d l i c h e s U n g a r i s c h e s M i t e l g e b i r g e | Studená                        |                    |                                 | Banskobystrický (Neusohl) | Rimavská Sobota (Großsteffelsdorf) |                   |                            |                          |
| Észak-Magyarország (Nordungarn)          | Nógrád                                          | N ö r d l i c h e s U n g a r i s c h e s M i t e l g e b i r g e | Nová Bašta                     |                    |                                 | Banskobystrický (Neusohl) | Rimavská Sobota (Großsteffelsdorf) |                   |                            |                          |
| Észak-Magyarország (Nordungarn)          | Nógrád                                          | N ö r d l i c h e s U n g a r i s c h e s M i t e l g e b i r g e | Gemerský Jablonec              |                    |                                 | Banskobystrický (Neusohl) | Rimavská Sobota (Großsteffelsdorf) |                   |                            |                          |
| Észak-Magyarország (Nordungarn)          | Nógrád                                          | N ö r d l i c h e s U n g a r i s c h e s M i t e l g e b i r g e | Petrovce                       |                    |                                 | Banskobystrický (Neusohl) | Rimavská Sobota (Großsteffelsdorf) |                   |                            |                          |
| Észak-Magyarország (Nordungarn)          | Nógrád                                          | N ö r d l i c h e s U n g a r i s c h e s M i t e l g e b i r g e | Zabar                          |                    |                                 | Banskobystrický (Neusohl) | Rimavská Sobota (Großsteffelsdorf) |                   |                            |                          |
| Észak-Magyarország (Nordungarn)          | Borsod-Abaúj-Zemplén                            | N ö r d l i c h e s U n g a r i s c h e s M i t e l g e b i r g e |                                | Domaháza           |                                 | Banskobystrický (Neusohl) | Rimavská Sobota (Großsteffelsdorf) |                   |                            |                          |
| Észak-Magyarország (Nordungarn)          | Borsod-Abaúj-Zemplén                            | N ö r d l i c h e s U n g a r i s c h e s M i t e l g e b i r g e | Jestice                        | Domaháza           |                                 | Banskobystrický (Neusohl) | Rimavská Sobota (Großsteffelsdorf) |                   |                            |                          |
| Észak-Magyarország (Nordungarn)          | Borsod-Abaúj-Zemplén                            | N ö r d l i c h e s U n g a r i s c h e s M i t e l g e b i r g e | Hostice                        | Domaháza           |                                 | Banskobystrický (Neusohl) | Rimavská Sobota (Großsteffelsdorf) |                   |                            |                          |
| Észak-Magyarország (Nordungarn)          | Borsod-Abaúj-Zemplén                            | N ö r d l i c h e s U n g a r i s c h e s M i t e l g e b i r g e | Hangony                        |                    |                                 | Banskobystrický (Neusohl) | Rimavská Sobota (Großsteffelsdorf) |                   |                            |                          |
| Észak-Magyarország (Nordungarn)          | Borsod-Abaúj-Zemplén                            | N ö r d l i c h e s U n g a r i s c h e s M i t e l g e b i r g e | Drňa                           |                    |                                 | Banskobystrický (Neusohl) | Rimavská Sobota (Großsteffelsdorf) |                   |                            |                          |
| Észak-Magyarország (Nordungarn)          | Borsod-Abaúj-Zemplén                            | N ö r d l i c h e s U n g a r i s c h e s M i t e l g e b i r g e | Chrámec                        |                    |                                 | Banskobystrický (Neusohl) | Rimavská Sobota (Großsteffelsdorf) |                   |                            |                          |
| Észak-Magyarország (Nordungarn)          | Borsod-Abaúj-Zemplén                            | N ö r d l i c h e s U n g a r i s c h e s M i t e l g e b i r g e | Janice                         |                    |                                 | Banskobystrický (Neusohl) | Rimavská Sobota (Großsteffelsdorf) |                   |                            |                          |
| Észak-Magyarország (Nordungarn)          | Borsod-Abaúj-Zemplén                            | N ö r d l i c h e s U n g a r i s c h e s M i t e l g e b i r g e | Ózd                            |                    |                                 | Banskobystrický (Neusohl) | Rimavská Sobota (Großsteffelsdorf) |                   |                            |                          |
| Észak-Magyarország (Nordungarn)          | Borsod-Abaúj-Zemplén                            | N ö r d l i c h e s U n g a r i s c h e s M i t e l g e b i r g e | Rimavská Seč                   |                    |                                 | Banskobystrický (Neusohl) | Rimavská Sobota (Großsteffelsdorf) |                   |                            |                          |
| Észak-Magyarország (Nordungarn)          | Borsod-Abaúj-Zemplén                            | N ö r d l i c h e s U n g a r i s c h e s M i t e l g e b i r g e | Vlkyňa                         |                    |                                 | Banskobystrický (Neusohl) | Rimavská Sobota (Großsteffelsdorf) |                   |                            |                          |
| Észak-Magyarország (Nordungarn)          | Borsod-Abaúj-Zemplén                            | N ö r d l i c h e s U n g a r i s c h e s M i t e l g e b i r g e | Sajópüspöki                    |                    |                                 | Banskobystrický (Neusohl) | Rimavská Sobota (Großsteffelsdorf) |                   |                            |                          |
| Észak-Magyarország (Nordungarn)          | Borsod-Abaúj-Zemplén                            | S a j ó                                                           |                                |                    | Lenartovce                      | Banskobystrický (Neusohl) | Rimavská Sobota (Großsteffelsdorf) |                   |                            |                          |
| Észak-Magyarország (Nordungarn)          | Borsod-Abaúj-Zemplén                            | N ö r d l i c h e s U n g a r i s c h e s M i t e l g e b i r g e |                                |                    | Lenartovce                      | Banskobystrický (Neusohl) | Rimavská Sobota (Großsteffelsdorf) |                   |                            |                          |
| Észak-Magyarország (Nordungarn)          | Borsod-Abaúj-Zemplén                            | Bánréve                                                           |                                |                    | Lenartovce                      | Banskobystrický (Neusohl) | Rimavská Sobota (Großsteffelsdorf) |                   |                            |                          |
| Észak-Magyarország (Nordungarn)          | Borsod-Abaúj-Zemplén                            | Abovce                                                            |                                |                    |                                 | Banskobystrický (Neusohl) | Rimavská Sobota (Großsteffelsdorf) |                   |                            |                          |
| Észak-Magyarország (Nordungarn)          | Borsod-Abaúj-Zemplén                            | Serényfalva                                                       |                                |                    |                                 | Banskobystrický (Neusohl) | Rimavská Sobota (Großsteffelsdorf) |                   |                            |                          |
| Észak-Magyarország (Nordungarn)          | Borsod-Abaúj-Zemplén                            | Kráľ                                                              |                                |                    |                                 | Banskobystrický (Neusohl) | Rimavská Sobota (Großsteffelsdorf) |                   |                            |                          |
| Észak-Magyarország (Nordungarn)          | Borsod-Abaúj-Zemplén                            | Kelemér                                                           |                                |                    |                                 | Banskobystrický (Neusohl) | Rimavská Sobota (Großsteffelsdorf) |                   |                            |                          |
| Észak-Magyarország (Nordungarn)          | Borsod-Abaúj-Zemplén                            | Neporadza                                                         |                                |                    |                                 | Banskobystrický (Neusohl) | Rimavská Sobota (Großsteffelsdorf) |                   |                            |                          |
| Észak-Magyarország (Nordungarn)          | Borsod-Abaúj-Zemplén                            | Gömörszőlős                                                       |                                |                    |                                 | Banskobystrický (Neusohl) | Rimavská Sobota (Großsteffelsdorf) |                   |                            |                          |
| Észak-Magyarország (Nordungarn)          | Borsod-Abaúj-Zemplén                            | Hubovo                                                            |                                |                    |                                 | Banskobystrický (Neusohl) | Rimavská Sobota (Großsteffelsdorf) |                   |                            |                          |
| Észak-Magyarország (Nordungarn)          | Borsod-Abaúj-Zemplén                            | Kesovce                                                           |                                |                    |                                 | Banskobystrický (Neusohl) | Rimavská Sobota (Großsteffelsdorf) |                   |                            |                          |
| Észak-Magyarország (Nordungarn)          | Borsod-Abaúj-Zemplén                            | Szuhafő                                                           |                                |                    |                                 | Banskobystrický (Neusohl) | Rimavská Sobota (Großsteffelsdorf) |                   |                            |                          |
| Észak-Magyarország (Nordungarn)          | Borsod-Abaúj-Zemplén                            | Hubovo                                                            |                                |                    |                                 | Banskobystrický (Neusohl) | Rimavská Sobota (Großsteffelsdorf) |                   |                            |                          |
| Észak-Magyarország (Nordungarn)          | Borsod-Abaúj-Zemplén                            |                                                                   |                                | Tornaľa            | Revúca (Großrauschenbach)       | Banskobystrický (Neusohl) |                                    |                   |                            |                          |
| Észak-Magyarország (Nordungarn)          | Borsod-Abaúj-Zemplén                            | Aggtelek                                                          |                                | Tornaľa            | Revúca (Großrauschenbach)       | Banskobystrický (Neusohl) |                                    |                   |                            |                          |
| Észak-Magyarország (Nordungarn)          | Borsod-Abaúj-Zemplén                            |                                                                   |                                | Kečovo             | Rožňava (Rosenau)               | Košický (Kaschau)         |                                    |                   |                            |                          |
| Észak-Magyarország (Nordungarn)          | Borsod-Abaúj-Zemplén                            | Silická Brezová                                                   |                                |                    | Rožňava (Rosenau)               | Košický (Kaschau)         |                                    |                   |                            |                          |
| Észak-Magyarország (Nordungarn)          | Borsod-Abaúj-Zemplén                            | Silica                                                            |                                |                    | Rožňava (Rosenau)               | Košický (Kaschau)         |                                    |                   |                            |                          |
| Észak-Magyarország (Nordungarn)          | Borsod-Abaúj-Zemplén                            | Silická Jablonica                                                 |                                |                    | Rožňava (Rosenau)               | Košický (Kaschau)         |                                    |                   |                            |                          |
| Észak-Magyarország (Nordungarn)          | Borsod-Abaúj-Zemplén                            | Szögliget                                                         |                                |                    | Rožňava (Rosenau)               | Košický (Kaschau)         |                                    |                   |                            |                          |
| Észak-Magyarország (Nordungarn)          | Borsod-Abaúj-Zemplén                            | Hrušov                                                            |                                |                    | Rožňava (Rosenau)               | Košický (Kaschau)         |                                    |                   |                            |                          |
| Észak-Magyarország (Nordungarn)          | Borsod-Abaúj-Zemplén                            | Jablonov nad Turňou                                               |                                |                    | Rožňava (Rosenau)               | Košický (Kaschau)         |                                    |                   |                            |                          |
| Észak-Magyarország (Nordungarn)          | Borsod-Abaúj-Zemplén                            | Bódvaszilas                                                       |                                |                    | Rožňava (Rosenau)               | Košický (Kaschau)         |                                    |                   |                            |                          |
| Észak-Magyarország (Nordungarn)          | Borsod-Abaúj-Zemplén                            | Hrhov                                                             |                                |                    | Rožňava (Rosenau)               | Košický (Kaschau)         |                                    |                   |                            |                          |
| Észak-Magyarország (Nordungarn)          | Borsod-Abaúj-Zemplén                            | Komjáti                                                           |                                |                    | Rožňava (Rosenau)               | Košický (Kaschau)         |                                    |                   |                            |                          |
| Észak-Magyarország (Nordungarn)          | Borsod-Abaúj-Zemplén                            | Tornanádaska                                                      |                                |                    | Rožňava (Rosenau)               | Košický (Kaschau)         |                                    |                   |                            |                          |
| Észak-Magyarország (Nordungarn)          | Borsod-Abaúj-Zemplén                            |                                                                   |                                | Dvorníky-Včeláre   | Košice-okolie (Košice-Umgebung) | Košický (Kaschau)         |                                    |                   |                            |                          |
| Észak-Magyarország (Nordungarn)          | Borsod-Abaúj-Zemplén                            | Hidvégardó                                                        |                                | Dvorníky-Včeláre   | Košice-okolie (Košice-Umgebung) | Košický (Kaschau)         |                                    |                   |                            |                          |
| Észak-Magyarország (Nordungarn)          | Borsod-Abaúj-Zemplén                            | Hosťovce                                                          |                                |                    | Košice-okolie (Košice-Umgebung) | Košický (Kaschau)         |                                    |                   |                            |                          |
| Észak-Magyarország (Nordungarn)          | Borsod-Abaúj-Zemplén                            | Chorváty                                                          |                                |                    | Košice-okolie (Košice-Umgebung) | Košický (Kaschau)         |                                    |                   |                            |                          |
| Észak-Magyarország (Nordungarn)          | Borsod-Abaúj-Zemplén                            | Tornaszentjakab                                                   |                                |                    | Košice-okolie (Košice-Umgebung) | Košický (Kaschau)         |                                    |                   |                            |                          |
| Észak-Magyarország (Nordungarn)          | Borsod-Abaúj-Zemplén                            | Turnianska Nová Ves                                               |                                |                    | Košice-okolie (Košice-Umgebung) | Košický (Kaschau)         |                                    |                   |                            |                          |
| Észak-Magyarország (Nordungarn)          | Borsod-Abaúj-Zemplén                            | Žarnov                                                            |                                |                    | Košice-okolie (Košice-Umgebung) | Košický (Kaschau)         |                                    |                   |                            |                          |
| Észak-Magyarország (Nordungarn)          | Borsod-Abaúj-Zemplén                            | Peder                                                             |                                |                    | Košice-okolie (Košice-Umgebung) | Košický (Kaschau)         |                                    |                   |                            |                          |
| Észak-Magyarország (Nordungarn)          | Borsod-Abaúj-Zemplén                            | Perecse                                                           |                                |                    | Košice-okolie (Košice-Umgebung) | Košický (Kaschau)         |                                    |                   |                            |                          |
| Észak-Magyarország (Nordungarn)          | Borsod-Abaúj-Zemplén                            | Janik                                                             |                                |                    | Košice-okolie (Košice-Umgebung) | Košický (Kaschau)         |                                    |                   |                            |                          |
| Észak-Magyarország (Nordungarn)          | Borsod-Abaúj-Zemplén                            | Rešica (Reste)                                                    |                                |                    | Košice-okolie (Košice-Umgebung) | Košický (Kaschau)         |                                    |                   |                            |                          |
| Észak-Magyarország (Nordungarn)          | Borsod-Abaúj-Zemplén                            | Kány                                                              |                                |                    | Košice-okolie (Košice-Umgebung) | Košický (Kaschau)         |                                    |                   |                            |                          |
| Észak-Magyarország (Nordungarn)          | Borsod-Abaúj-Zemplén                            | Büttös                                                            |                                |                    | Košice-okolie (Košice-Umgebung) | Košický (Kaschau)         |                                    |                   |                            |                          |
| Észak-Magyarország (Nordungarn)          | Borsod-Abaúj-Zemplén                            | Buzica                                                            |                                |                    | Košice-okolie (Košice-Umgebung) | Košický (Kaschau)         |                                    |                   |                            |                          |
| Észak-Magyarország (Nordungarn)          | Borsod-Abaúj-Zemplén                            | Szemere                                                           |                                |                    | Košice-okolie (Košice-Umgebung) | Košický (Kaschau)         |                                    |                   |                            |                          |
| Észak-Magyarország (Nordungarn)          | Borsod-Abaúj-Zemplén                            | Pusztaradvány                                                     |                                |                    | Košice-okolie (Košice-Umgebung) | Košický (Kaschau)         |                                    |                   |                            |                          |
| Észak-Magyarország (Nordungarn)          | Borsod-Abaúj-Zemplén                            | Hernádpetri                                                       |                                |                    | Košice-okolie (Košice-Umgebung) | Košický (Kaschau)         |                                    |                   |                            |                          |
| Észak-Magyarország (Nordungarn)          | Borsod-Abaúj-Zemplén                            | Perín-Chym                                                        |                                |                    | Košice-okolie (Košice-Umgebung) | Košický (Kaschau)         |                                    |                   |                            |                          |
| Észak-Magyarország (Nordungarn)          | Borsod-Abaúj-Zemplén                            | Hidasnémeti                                                       |                                |                    | Košice-okolie (Košice-Umgebung) | Košický (Kaschau)         |                                    |                   |                            |                          |
| Észak-Magyarország (Nordungarn)          | Borsod-Abaúj-Zemplén                            | Hernádpetri                                                       |                                |                    | Košice-okolie (Košice-Umgebung) | Košický (Kaschau)         |                                    |                   |                            |                          |
| Észak-Magyarország (Nordungarn)          | Borsod-Abaúj-Zemplén                            | Hidasnémeti                                                       |                                |                    | Košice-okolie (Košice-Umgebung) | Košický (Kaschau)         |                                    |                   |                            |                          |
| Észak-Magyarország (Nordungarn)          | Borsod-Abaúj-Zemplén                            | Tornyosnémeti                                                     |                                |                    | Košice-okolie (Košice-Umgebung) | Košický (Kaschau)         |                                    |                   |                            |                          |
| Észak-Magyarország (Nordungarn)          | Borsod-Abaúj-Zemplén                            | Milhosť (Mitterdeutschdorf)                                       |                                |                    | Košice-okolie (Košice-Umgebung) | Košický (Kaschau)         |                                    |                   |                            |                          |
| Észak-Magyarország (Nordungarn)          | Borsod-Abaúj-Zemplén                            | Abaújvár                                                          |                                |                    | Košice-okolie (Košice-Umgebung) | Košický (Kaschau)         |                                    |                   |                            |                          |
| Észak-Magyarország (Nordungarn)          | Borsod-Abaúj-Zemplén                            | H e r n a c h                                                     |                                |                    | Košice-okolie (Košice-Umgebung) | Košický (Kaschau)         |                                    |                   |                            |                          |
| Észak-Magyarország (Nordungarn)          | Borsod-Abaúj-Zemplén                            | Kechnec                                                           |                                |                    | Košice-okolie (Košice-Umgebung) | Košický (Kaschau)         |                                    |                   |                            |                          |
| Észak-Magyarország (Nordungarn)          | Borsod-Abaúj-Zemplén                            | Kéked                                                             |                                |                    | Košice-okolie (Košice-Umgebung) | Košický (Kaschau)         |                                    |                   |                            |                          |
| Észak-Magyarország (Nordungarn)          | Borsod-Abaúj-Zemplén                            | Seňa (Schena)                                                     |                                |                    | Košice-okolie (Košice-Umgebung) | Košický (Kaschau)         |                                    |                   |                            |                          |
| Észak-Magyarország (Nordungarn)          | Borsod-Abaúj-Zemplén                            | Trstené pri Hornáde                                               |                                |                    | Košice-okolie (Košice-Umgebung) | Košický (Kaschau)         |                                    |                   |                            |                          |
| Észak-Magyarország (Nordungarn)          | Borsod-Abaúj-Zemplén                            | S o v a r e r G e b i r g e                                       |                                |                    | Košice-okolie (Košice-Umgebung) | Košický (Kaschau)         |                                    |                   |                            |                          |
| Észak-Magyarország (Nordungarn)          | Borsod-Abaúj-Zemplén                            | Füzér                                                             |                                |                    | Košice-okolie (Košice-Umgebung) | Košický (Kaschau)         |                                    |                   |                            |                          |
| Észak-Magyarország (Nordungarn)          | Borsod-Abaúj-Zemplén                            | Hollóháza                                                         |                                |                    | Košice-okolie (Košice-Umgebung) | Košický (Kaschau)         |                                    |                   |                            |                          |
| Észak-Magyarország (Nordungarn)          | Borsod-Abaúj-Zemplén                            |                                                                   | Füzér                          |                    | Košice-okolie (Košice-Umgebung) | Košický (Kaschau)         |                                    |                   | Skároš                     |                          |
| Észak-Magyarország (Nordungarn)          | Borsod-Abaúj-Zemplén                            | Slanská Huta                                                      | Füzér                          |                    | Košice-okolie (Košice-Umgebung) | Košický (Kaschau)         |                                    |                   |                            |                          |
| Észak-Magyarország (Nordungarn)          | Borsod-Abaúj-Zemplén                            | Pusztafalu                                                        |                                |                    | Košice-okolie (Košice-Umgebung) | Košický (Kaschau)         |                                    |                   |                            |                          |
| Észak-Magyarország (Nordungarn)          | Borsod-Abaúj-Zemplén                            |                                                                   |                                | Byšta              | Trebišov (Trebischau)           | Košický (Kaschau)         |                                    |                   |                            |                          |
| Észak-Magyarország (Nordungarn)          | Borsod-Abaúj-Zemplén                            | Füzérkajata                                                       |                                | Byšta              | Trebišov (Trebischau)           | Košický (Kaschau)         |                                    |                   |                            |                          |
| Észak-Magyarország (Nordungarn)          | Borsod-Abaúj-Zemplén                            | Vilyvitány                                                        |                                | Byšta              | Trebišov (Trebischau)           | Košický (Kaschau)         |                                    |                   |                            |                          |
| Észak-Magyarország (Nordungarn)          | Borsod-Abaúj-Zemplén                            | Felsőregmec                                                       |                                | Byšta              | Trebišov (Trebischau)           | Košický (Kaschau)         |                                    |                   |                            |                          |
| Észak-Magyarország (Nordungarn)          | Borsod-Abaúj-Zemplén                            | Kazimír                                                           |                                |                    | Trebišov (Trebischau)           | Košický (Kaschau)         |                                    |                   |                            |                          |
| Észak-Magyarország (Nordungarn)          | Borsod-Abaúj-Zemplén                            | Michaľany                                                         |                                |                    | Trebišov (Trebischau)           | Košický (Kaschau)         |                                    |                   |                            |                          |
| Észak-Magyarország (Nordungarn)          | Borsod-Abaúj-Zemplén                            | Luhyňa                                                            |                                |                    | Trebišov (Trebischau)           | Košický (Kaschau)         |                                    |                   |                            |                          |
| Észak-Magyarország (Nordungarn)          | Borsod-Abaúj-Zemplén                            | Alsóregmec                                                        |                                |                    | Trebišov (Trebischau)           | Košický (Kaschau)         |                                    |                   |                            |                          |
| Észak-Magyarország (Nordungarn)          | Borsod-Abaúj-Zemplén                            | Čerhov                                                            |                                |                    | Trebišov (Trebischau)           | Košický (Kaschau)         |                                    |                   |                            |                          |
| Észak-Magyarország (Nordungarn)          | Borsod-Abaúj-Zemplén                            | Malá Tŕňa                                                         |                                |                    | Trebišov (Trebischau)           | Košický (Kaschau)         |                                    |                   |                            |                          |
| Észak-Magyarország (Nordungarn)          | Borsod-Abaúj-Zemplén                            | Slovenské Nové Mesto                                              |                                |                    | Trebišov (Trebischau)           | Košický (Kaschau)         |                                    |                   |                            |                          |
| Észak-Magyarország (Nordungarn)          | Borsod-Abaúj-Zemplén                            | Sátoraljaújhely (Neustadt am Zeltberg)                            |                                |                    | Trebišov (Trebischau)           | Košický (Kaschau)         |                                    |                   |                            |                          |
| Észak-Magyarország (Nordungarn)          | Borsod-Abaúj-Zemplén                            | Borša                                                             |                                |                    | Trebišov (Trebischau)           | Košický (Kaschau)         |                                    |                   |                            |                          |
| Észak-Magyarország (Nordungarn)          | Borsod-Abaúj-Zemplén                            | Felsőberecki                                                      |                                |                    | Trebišov (Trebischau)           | Košický (Kaschau)         |                                    |                   |                            |                          |
| Észak-Magyarország (Nordungarn)          | Borsod-Abaúj-Zemplén                            | Streda nad Bodrogom                                               |                                |                    | Trebišov (Trebischau)           | Košický (Kaschau)         |                                    |                   |                            |                          |
| Észak-Magyarország (Nordungarn)          | Borsod-Abaúj-Zemplén                            | V e l’ k á K r č a v a                                            |                                |                    | Trebišov (Trebischau)           | Košický (Kaschau)         |                                    |                   |                            |                          |
| Észak-Magyarország (Nordungarn)          | Borsod-Abaúj-Zemplén                            | Karos                                                             |                                |                    | Trebišov (Trebischau)           | Košický (Kaschau)         |                                    |                   |                            |                          |
| Észak-Magyarország (Nordungarn)          | Borsod-Abaúj-Zemplén                            | Malý Kamenec                                                      |                                |                    | Trebišov (Trebischau)           | Košický (Kaschau)         |                                    |                   |                            |                          |
| Észak-Magyarország (Nordungarn)          | Borsod-Abaúj-Zemplén                            | Karcsa                                                            |                                |                    | Trebišov (Trebischau)           | Košický (Kaschau)         |                                    |                   |                            |                          |
| Észak-Magyarország (Nordungarn)          | Borsod-Abaúj-Zemplén                            | Veľký Kamenec                                                     |                                |                    | Trebišov (Trebischau)           | Košický (Kaschau)         |                                    |                   |                            |                          |
| Észak-Magyarország (Nordungarn)          | Borsod-Abaúj-Zemplén                            | Pácin                                                             |                                |                    | Trebišov (Trebischau)           | Košický (Kaschau)         |                                    |                   |                            |                          |
| Észak-Magyarország (Nordungarn)          | Borsod-Abaúj-Zemplén                            | Strážne                                                           |                                |                    | Trebišov (Trebischau)           | Košický (Kaschau)         |                                    |                   |                            |                          |
| Észak-Magyarország (Nordungarn)          | Borsod-Abaúj-Zemplén                            | Nagyrozvágy                                                       |                                |                    | Trebišov (Trebischau)           | Košický (Kaschau)         |                                    |                   |                            |                          |
| Észak-Magyarország (Nordungarn)          | Borsod-Abaúj-Zemplén                            | Veľký Horeš                                                       |                                |                    | Trebišov (Trebischau)           | Košický (Kaschau)         |                                    |                   |                            |                          |
| Észak-Magyarország (Nordungarn)          | Borsod-Abaúj-Zemplén                            | Kisrozvágy                                                        |                                |                    | Trebišov (Trebischau)           | Košický (Kaschau)         |                                    |                   |                            |                          |
| Észak-Magyarország (Nordungarn)          | Borsod-Abaúj-Zemplén                            |                                                                   |                                |                    | Trebišov (Trebischau)           | Košický (Kaschau)         |                                    |                   |                            |                          |
| Észak-Magyarország (Nordungarn)          | Borsod-Abaúj-Zemplén                            | Malý Horeš                                                        |                                |                    | Trebišov (Trebischau)           | Košický (Kaschau)         |                                    |                   |                            |                          |
| Észak-Magyarország (Nordungarn)          | Borsod-Abaúj-Zemplén                            | Semjén                                                            |                                |                    | Trebišov (Trebischau)           | Košický (Kaschau)         |                                    |                   |                            |                          |
| Észak-Magyarország (Nordungarn)          | Borsod-Abaúj-Zemplén                            | Lácacséke                                                         |                                |                    | Trebišov (Trebischau)           | Košický (Kaschau)         |                                    |                   |                            |                          |
| Észak-Magyarország (Nordungarn)          | Borsod-Abaúj-Zemplén                            | Pribeník                                                          |                                |                    | Trebišov (Trebischau)           | Košický (Kaschau)         |                                    |                   |                            |                          |
| Észak-Magyarország (Nordungarn)          | Borsod-Abaúj-Zemplén                            | Dámóc                                                             |                                |                    | Trebišov (Trebischau)           | Košický (Kaschau)         |                                    |                   |                            |                          |
| Észak-Magyarország (Nordungarn)          | Borsod-Abaúj-Zemplén                            | Dobrá                                                             |                                |                    | Trebišov (Trebischau)           | Košický (Kaschau)         |                                    |                   |                            |                          |
| Észak-Magyarország (Nordungarn)          | Borsod-Abaúj-Zemplén                            | Biel                                                              |                                |                    | Trebišov (Trebischau)           | Košický (Kaschau)         |                                    |                   |                            |                          |
| Észak-Magyarország (Nordungarn)          | Borsod-Abaúj-Zemplén                            | Veľké Trakany                                                     |                                |                    | Trebišov (Trebischau)           | Košický (Kaschau)         |                                    |                   |                            |                          |
| Észak-Magyarország (Nordungarn)          | Borsod-Abaúj-Zemplén                            | Zemplénagárd                                                      |                                |                    | Trebišov (Trebischau)           | Košický (Kaschau)         |                                    |                   |                            |                          |
| Észak-Alföld (Nördliche Große Tiefebene) | Szabolcs-Szatmár-Bereg (Saboltsch-Sathmar-Berg) |                                                                   | Tiszabezdéd                    |                    | Trebišov (Trebischau)           | Košický (Kaschau)         | T h e i ß                          |                   |                            |                          |
| Észak-Alföld (Nördliche Große Tiefebene) | Szabolcs-Szatmár-Bereg (Saboltsch-Sathmar-Berg) | Győröcske                                                         |                                |                    | Trebišov (Trebischau)           | Košický (Kaschau)         | T h e i ß                          |                   |                            |                          |
| Észak-Alföld (Nördliche Große Tiefebene) | Szabolcs-Szatmár-Bereg (Saboltsch-Sathmar-Berg) | Malé Trakany                                                      |                                |                    | Trebišov (Trebischau)           | Košický (Kaschau)         | T h e i ß                          |                   |                            |                          |
| Észak-Alföld (Nördliche Große Tiefebene) | Szabolcs-Szatmár-Bereg (Saboltsch-Sathmar-Berg) | Záhony                                                            |                                |                    | Trebišov (Trebischau)           | Košický (Kaschau)         | T h e i ß                          |                   |                            |                          |
| Ukraine                                  |                                                 |                                                                   |                                |                    |                                 |                           |                                    |                   |                            |                          |

## Grenzübergänge
Siehe dazu Slowakische Grenzübergänge in die Nachbarstaaten#Ungarn